# Mille Visages
Mille Visages est une série de bande dessinée française écrite par Philippe Thirault et dessinée par Marc Malès puis Mario Janni. Elle est parue chez Les Humanoïdes Associés entre 2001 et 2010.

## Albums
1. London/Dakota dessins de Marc Malès, 2001 (ISBN 2-7316-1448-X)[1].
2. Celui qui n'est pas né dessins de Marc Malès, 2002  (ISBN 2-7316-1545-1).
3. L'Échoppe du Démon dessins de Marc Malès, (2003 (ISBN 2-7316-6238-7)[2].
4. Larmes de Cendres dessins de Marc Malès, 2006 (ISBN 2-7316-6300-6).
5. Extermination dessins de Mario Janni, 2010 (ISBN 2731619341).

Une Intégrale parue en 2012 reprend les cinq tomes.